# Trichosteleum serrulatum
Trichosteleum serrulatum là một loài Rêu trong họ Sematophyllaceae. Loài này được (Broth.) B.C. Tan miêu tả khoa học đầu tiên năm 1991.